# HR 159
Désignations
HR 159, également désignée HD 3443 et Gliese 25, est une étoile binaire de la constellation de la Baleine, située à environ ∼ 50 a.l. (∼ 15,3 pc) de la Terre. Elle est composée de deux étoiles de la séquence principale de masse moyenne. Elle est visible à l'œil nu avec une magnitude apparente combinée de 5,57.
Les deux étoiles de HR 159 complètent une orbite avec une période de 25,09 ans, une excentricité de 0,24 et selon un demi-grand axe de 8,9 ua,. En 2020, le système a été étudié afin d'y rechercher la présence de poussière circumstellaire, mais cette recherche n'a pas permis d'en détecter. Alors que les zones habitables des étoiles s'étendent entre 0,55 et 0,95 ua, les orbites planétaires avec un demi-grand axe au-delà de 1,87 ua deviendraient instables en raison de l'influence du compagnon binaire.
Le système est enrichi en oxygène par rapport au Système solaire, avec 140 % de l'abondance solaire en oxygène, mais est appauvri en éléments plus lourds, avec 75 % de l'abondance solaire en fer.